# Jean-Louis Tournadre
Jean-Louis Tournadre (Clermont-Ferrand, 17 novembre 1958) è un pilota motociclistico francese ritiratosi dall'attività agonistica, vincitore del campionato del mondo della classe 250 nel 1982.

## Carriera
Campione nazionale di motociclismo della 750 nel 1979, fece il suo esordio nel motomondiale nel 1980 alla guida di una Yamaha con cui corse nella classe 250, ottenendo un punto, e nella classe 350, ottenendo cinque punti iridati.
Pilota calcolatore che non amava il rischio, nel 1981 si dedicò solo alla "due e mezzo" in cui arrivò settimo in classifica generale a seguito di 34 punti ed un solo podio, nel GP di Cecoslovacchia, in cui giunse terzo a quasi mezzo minuto dal vincitore Anton Mang. Nel 1982 la Yamaha si convinse ad affidargli una moto ufficiale, ed egli contraccambiò la fiducia accordatagli vincendo il mondiale della 250 con 118 punti, solo uno in più rispetto a Mang: nell'occasione Tournadre vinse solo una gara, quella di casa, ma ottenne ben quattro secondi posti e tre terze piazze, andando a punti in tutte le gare in calendario.
Il titolo iridato della quarto di litro lo portò all'attenzione di Giacomo Agostini, per il cui team effettuò dei test nell'inverno 1982-83: "Ago" lo scartò, preferendogli Eddie Lawson, perché riteneva dovesse ancora crescere. Rimase quindi in 250, ma un infortunio capitatogli durante delle prove sul Circuito Paul Ricard, lo costrinse ad abbandonare le piste per moltissimi mesi. Al ritorno, il francese alternò prestazioni opache a svariate cadute, e un nuovo incidente durante il GP di Jugoslavia, nel quale si fratturò una clavicola, lo spinse ad annunciare il ritiro in occasione del successivo GP di Svezia. Nel 1984 si cimentò come pilota automobilistico iscrivendosi al Gran Premio di Monaco di Formula 3 con una Martini-Alfa Romeo senza riuscire a qualificarsi per la gara.
Tournadre tornò alle gare motociclistiche solo nel 1986, sempre nella 250 e sempre con la Yamaha, ma i modesti risultati ottenuti (nemmeno un punto in tutto l'arco della stagione) lo convinsero a lasciare le competizioni del motomondiale.
Nel 1987 corse nel Campionato Mondiale Endurance, arrivando terzo (nonostante due cadute) alla 24 Ore di Liegi (corsa a Spa), in sella ad una Suzuki ufficiale condivisa con i connazionali Hervé Moineau e Bruno Le Bihan, concludendo il campionato al 27º posto; nello stesso anno, sempre insieme a Moineau e Le Bihan, fu secondo alla 24 Ore di Le Mans. Nel 1988 corre con una Yamaha FZR 750 R del team DB Motos la prova tedesca del campionato mondiale Superbike sul circuito di Hockenheim, ma in entrambe le gare a cui partecipa non ottiene piazzamenti a punti.

## Risultati in gara

### Motomondiale
| 1980 | Classe | Moto   |   |    |   |   |     |   |   |     |    |   |  |  |  |  | Punti | Pos. |
| ---- | ------ | ------ | - | -- | - | - | --- | - | - | --- | -- | - |  |  |  |  | ----- | ---- |
| 1980 | 250    | Yamaha | - | 14 | - | - | Rit | - | - | Rit | 10 | - |  |  |  |  | 1     | 32º  |

| 1980 | Classe | Moto          |   |    |   |    |     |    |    |   |   |   |  |  |  |  | Punti | Pos. |
| ---- | ------ | ------------- | - | -- | - | -- | --- | -- | -- | - | - | - |  |  |  |  | ----- | ---- |
| 1980 | 350    | Bimota-Yamaha | - | NE | - | NE | Rit | NE | NE | 9 | - | 8 |  |  |  |  | 5     | 20º  |

| 1981 | Classe | Moto   |   |    |     |   |     |    |    |   |   |   |     |   |   |   | Punti | Pos. |
| ---- | ------ | ------ | - | -- | --- | - | --- | -- | -- | - | - | - | --- | - | - | - | ----- | ---- |
| 1981 | 250    | Yamaha | - | NE | Rit | - | Rit | 16 | NE | - | 6 | 6 | Rit | 4 | 5 | 3 | 34    | 7º   |

| 1982 | Classe | Moto   |    |    |   |   |   |   |   |   |   |   |   |   |   |   | Punti | Pos. |
| ---- | ------ | ------ | -- | -- | - | - | - | - | - | - | - | - | - | - | - | - | ----- | ---- |
| 1982 | 250    | Yamaha | NE | NE | 1 | 2 | 3 | 2 | 6 | 3 | 3 | 4 | 7 | 2 | 2 | 4 | 118   | 1º   |

| 1983 | Classe | Moto   |     |     |     |    |    |     |     |  |  |     |     |    |  |  | Punti | Pos. |
| ---- | ------ | ------ | --- | --- | --- | -- | -- | --- | --- |  |  | --- | --- | -- |  |  | ----- | ---- |
| 1983 | 250    | Yamaha | Rit | Rit | Rit | 14 | 11 | Rit | Rit |  |  | Rit | Rit | NE |  |  | 0     |      |

| 1986 | Classe | Moto   |     |     |     |     |     |  |  |  |     |     |    |    |  |  | Punti | Pos. |
| ---- | ------ | ------ | --- | --- | --- | --- | --- |  |  |  | --- | --- | -- | -- |  |  | ----- | ---- |
| 1986 | 250    | Yamaha | Rit | Rit | Rit | Rit | Rit |  |  |  | Rit | Rit | 16 | NE |  |  | 0     |      |

| Legenda | 1º posto        | 2º posto            | 3º posto            | A punti      | Senza punti        | Grassetto – Pole position Corsivo – Giro più veloce |
| Legenda | Gara non valida | Non qual./Non part. | Ritirato/Non class. | Squalificato | '-' Dato non disp. | Grassetto – Pole position Corsivo – Giro più veloce |

### Campionato mondiale Superbike
| 1988 | Moto   |  |  |  |  |    |    |  |  |  |  |  |  |  |  |  |  |  |  | Punti | Pos. |
| ---- | ------ |  |  |  |  | -- | -- |  |  |  |  |  |  |  |  |  |  |  |  | ----- | ---- |
| 1988 | Yamaha |  |  |  |  | 26 | 26 |  |  |  |  |  |  |  |  |  |  |  |  | 0     |      |

| Legenda | 1º posto        | 2º posto            | 3º posto           | A punti      | Senza punti        | Grassetto – Pole position Corsivo – Giro più veloce |
| Legenda | Gara non valida | Non qual./Non part. | Ritirato/Non class | Squalificato | '-' Dato non disp. | Grassetto – Pole position Corsivo – Giro più veloce |